# Remo Forlani
Pour les articles homonymes, voir Forlani.
Remo Forlani  est un écrivain, dramaturge, critique de cinéma, parolier, scénariste, acteur et réalisateur français, né le 12 février 1927 à Paris où il est mort le 25 octobre 2009.

## Biographie
Remo Forlani participe en 1964 à la création de l'hebdomadaire de bande dessinée pour adolescents Chouchou, voulu par Daniel Filipacchi à la suite du succès de la mascotte de Salut les copains. Il écrit une série inspirée de la vie de Sylvie Vartan et trois séries pour Georges Lacroix, Guy Mouminoux et Raymond Poïvet, et il remplace Jean-Claude Forest à la rédaction en chef à partir du douzième numéro fin avril 1965, mais sans pouvoir empêcher l'arrêt du magazine deux numéros plus tard.
Remo Forlani est l'auteur de nombreux livres sur les chats et de plusieurs pièces de théâtre.
En 1974, il participe au sketch de Coluche, La manifestation.
Il a été critique de cinéma sur RTL Télévision dans les années 1980, puis sur la radio du même groupe, notamment dans l'émission RTL Cinéma puis Tous les goûts sont permis des années 1990 jusqu'à juin 2004, ainsi que comme co-animateur aux côtés d'Évelyne Pagès puis d'Isabelle Quenin à partir de 1997.
Il est ensuite chroniqueur chaque matin dans Laissez-vous tenter et enfin chaque mercredi  à la fin de l'émission Les auditeurs ont la parole présentée par Jérôme Godefroy.
Remo Forlani a aussi écrit des paroles de chansons, entre autres pour le cinéma.
Le 27 juin 1998, France Culture diffuse l'émission documentaire Le Bon Plaisir de Remo Forlani produite par Catherine Soullard. L'émission est rediffusée le dimanche 20 mai 2018 sur France Culture.
Remo Forlani est inhumé dans les Yvelines, à Rochefort-en-Yvelines, commune où résidaient sa grand-mère maternelle et sa tante, et où il séjournait enfant durant les vacances, souvenirs longuement évoqués dans son ouvrage La Déglingue, en 1995.

## Publications

### Romans et récits
- Guerre et Paix au café Sneffle, Gallimard, 1968  (ISBN 978-2-07-026997-6)
- Le Béret à Groucho, La Table Ronde, 1972,  (ISBN 978-2-7103-1081-5) - roman
- Les Gros Mots, Julliard, 1973
- La Nuit des dauphins, Gallimard, 1974  (ISBN 978-2-07-032146-9)
- Reviens, Sulamite !, La Table Ronde, 1974,  (ISBN 978-2-7103-2336-5) - roman
- Dépêchons-nous pour les bonnes choses !, Tchou, 1976
- Le Livre des chats heureux (avec Jacqueline Voulet-Forlani), Chêne, 1976  (ISBN 978-2-8510-8081-3)
- Le Divan, L'Avant-Scène, 1981  (ISBN 978-2-7498-0177-3)
- Au bonheur des chiens, Ramsay, 1982  (ISBN 978-2-8595-6312-7), rééd. Denoël, 1982  (ISBN 978-2-8595-6312-7), rééd. Gallimard, 1984  (ISBN 978-2-07-037534-9) - roman
- Pour l'amour de Finette, Ramsay, 1983  (ISBN 978-2-8595-6346-2), rééd. Gallimard, 1985  (ISBN 978-2-07-037628-5) - roman
- Grand-père, L'Avant-Scène, 1984  (ISBN 978-2-7498-0210-7)
- Papa est parti, maman aussi, Denoël, 1986  (ISBN 978-2-8595-6492-6), rééd. Gallimard, 1988  (ISBN 978-2-07-037914-9)
- Violette, je t'aime, Gallimard, 1986  (ISBN 978-2-07-037749-7) - roman
- Quand les petites filles s'appelaient Sarah, Denoël, 1987  (ISBN 978-2-8595-6574-9), rééd. Gallimard, 1989  (ISBN 978-2-07-038127-2) - roman
- Tous les chats ne sont pas en peluche, Ramsay, 1988  (ISBN 978-2-8595-6672-2), rééd. Gallimard, 1990  (ISBN 978-2-07-038248-4)
- Gouttière, Ramsay, 1989  (ISBN 978-2-8595-6777-4), rééd. Gallimard, 1991  (ISBN 978-2-07-038395-5)
- Cinéma permanent, Ramsay, 1989  (ISBN 978-2-8595-6777-4), rééd. La Nompareille, 1991  (ISBN 978-2-90769-406-3)
- Ma chatte, mon amour, Ramsay, 1990  (ISBN 978-2-8595-6753-8)
- Du passé faisons table rase ! Pour en finir avec Mozart, le cassoulet, la droite, la gauche et autres vieilleries, coll. Coups de gueule, R. Deforges, 1991  (ISBN 2-905538-81-3)
- Ma chatte, ma folie, Denoël, 1992  (ISBN 978-2-207-24005-2)
- En toutes lettres (avec Françoise Rey), Ramsay, 1992  (ISBN 978-2840410270), rééd. Pocket, 1993  (ISBN 978-2266054041), rééd. La Musardine, 2004  (ISBN 978-2842712341)
- Valentin tout seul, Denoël, 1994  (ISBN 978-2-207-24061-8), rééd. Gallimard, 1995  (ISBN 978-2-07-039273-5), rééd. Éditions de la Seine, 1998  (ISBN 978-2738211057)
- La Déglingue[6], Denoël, 1995  (ISBN 978-2-207-24251-3), rééd. Gallimard, 1996  (ISBN 978-2-07-040117-8), rééd. Éditions de la Seine, 1999  (ISBN 978-2738212108) - récit
- Changement de bobines, la nouvelle donne du cinéma français, Denoël, 1995  (ISBN 978-2-207-24404-3),
- Du bon usage des chats, Denoël, 1996  (ISBN 978-2-207-24508-8)
- Émile à l'hôtel, Denoël, 1999  (ISBN 978-2-207-24821-8), rééd. Encre bleue, 2000  (ISBN 978-2843791123 et 978-2843791130), rééd. Gallimard, 2001  (ISBN 978-2-07-041941-8) - roman
- Toujours vif et joyeux !, Denoël, 2003  (ISBN 978-2-207-24437-1) - autobiographie
- 425 chats, leurs chiens et autres bestioles, Textuel, 2004  (ISBN 978-2-84597118-9)
- Comme chiens et chats, Textuel, 2006  (ISBN 978-284597205-6)

### Bandes dessinées
- P'tit Pat, publié dans Pilote à partir de 1959 (scénario).
- P'tit Gus, publié dans Chouchou à partir de 1964 (scénario).

## Théâtre

### Acteur
- 1944 : À cheval sur la mer - L'Ombre de la ravine de John Millington Synge, mise en scène André Brut, théâtre Gustave-Doré

### Auteur
- 1969 : Guerre et paix au café Sneffle, mise en scène Georges Vitaly, théâtre La Bruyère
- 1970 : Madame, mise en scène Sandro Sequi, théâtre de la Renaissance
- 1971 : Au bal des chiens, mise en scène André Barsacq, théâtre de l'Atelier
- 1979 : Un roi qu’a des malheurs, mise en scène Maurice Risch, théâtre La Bruyère
- 1981 : Le Divan, mise en scène Max Douy, théâtre La Bruyère
- 1983 : Grand-père, mise en scène Michel Fagadau, théâtre de la Gaîté-Montparnasse
- 1988 : À ta santé, Dorothée, mise en scène Jacques Seiler, théâtre de la Renaissance

## Filmographie
Sauf indication contraire, les informations mentionnées dans cette section peuvent être confirmées par les bases de données cinématographiques IMDb, Allociné et Unifrance,  présentes dans la section « Liens externes ».

### Acteur
- 1946 : Ouvert pour cause d'inventaire d'Alain Resnais
- 1966 : Made in USA de Jean-Luc Godard
- 1967 : Les Idoles de Marc'O
- 1968 : L'amour c'est gai, l'amour c'est triste de Jean-Daniel Pollet
- 1974 : Juliette et Juliette - également scénariste et réalisateur
- 2001 : Éloge de l'amour de Jean-Luc Godard
- 2006 : Avida, de Benoît Delépine et Gustave Kervern

### Scénariste
- 1947 : L'alcool tue (court métrage) d'Alain Resnais
- 1947 : Transfo transforme l'énergie du pyrium (court métrage) de lui-même
- 1954 : L'Œil en coulisses de André Berthomieu
- 1956 : Toute la mémoire du monde, documentaire de Alain Resnais  - auteur du commentaire
- 1958 : La Première Nuit de Georges Franju
- 1958 : Sans famille d'André Michel
- 1959 : La Verte Moisson de François Villiers
- 1960 : Bouquet de femmes de Jean-Christophe Averty, coécrit avec  Marianne Oswald
- 1961 : Le Puits aux trois vérités de François Villiers
- 1961 : Tintin et le Mystère de la Toison d'or de Jean-Jacques Vierne
- 1962 : Comme un poisson dans l'eau d'André Michel
- 1963 : Jusqu'au bout du monde
- 1963 : Le Roi du village de Henri Gruel
- 1964 : Le Voleur du Tibidabo de Maurice Ronet
- 1964 : L'Autre Femme
- 1964 : Tintin et les Oranges bleues de Philippe Condroyer
- 1966 : Un choix d'assassins de  Philippe Fourastié
- 1966 : L'Affaire du camion 578 (court métrage) de François Villiers
- 1967 : Tu imagines Robinson
- 1968 : L'amour c'est gai, l'amour c'est triste de Jean-Daniel Pollet
- 1969 : La Bande à Bonnot de Philippe Fourastié
- 1970 :  À fleur d'eau, documentaire de François Reichenbach  - auteur du commentaire
- 1973 : Les Volets clos de Jean-Claude Brialy
- 1974 : Juliette et Juliette de lui-même

### Réalisateur
- 1947 : Transfo transforme l'énergie du pyrium (court métrage)
- 1974 : Juliette et Juliette

### Parolier
- 1965 : Pierrot le Fou de Jean-Luc Godard - chanson Mic et Mac
- 1973 : Les Volets clos de Jean-Claude Brialy - chanson Les Volets clos

### Autres
- 1952 : Trois Femmes d'André Michel - assistant réalisateur
- 1957 : Lettre de Sibérie de Chris Marker - dessinateur[réf. nécessaire]
- 1962 : La Belle aux cheveux d'or (téléfilm) de Jacques Rutman - producteur

### Adaptations de ses œuvres au cinéma
- 1989 : Papa est parti, maman aussi, film français de Christine Lipinska
- 1990 : Au bonheur des chiens (C'era un castello con 40 cani), film italien de Duccio Tessari d'après Au bonheur des chiens

## Distinctions
- 1987 : Grand prix du théâtre de l’Académie française
- 1988 : Grand prix de l'Académie de l'humour noir[7]

### Documentaire radiophonique
En juin 1998, France-Culture diffuse l'émission documentaire « Le bon plaisir de Remo Forlani » produit par Catherine Soullard, d'une durée de deux heures